# Garret Kusch
Garret Kusch (Richmond, 26 settembre 1973) è un ex calciatore canadese, di ruolo attaccante.

## Palmarès
- Gold Cup: 1

2000